# Liste der Abgeordneten zum Vorarlberger Landtag (I. Gesetzgebungsperiode)
Diese Liste der Abgeordneten zum Vorarlberger Landtag (I. Gesetzgebungsperiode) listet alle Abgeordneten zum Vorarlberger Landtag in der 1. Gesetzgebungsperiode zwischen 1861 und 1867 auf.

## Landtagsabgeordnete
| Name                             | Wahlklasse  | Region                | Anmerkung                                                        |
| -------------------------------- | ----------- | --------------------- | ---------------------------------------------------------------- |
| Amberg Johann Nepomuk            | Virilstimme |                       | 1865 für Joseph Feßler angelobt                                  |
| Bertel Mathias                   | LG          | Bludenz-Montafon      |                                                                  |
| Bertschler Johann                | LG          | Feldkirch-Dornbirn    |                                                                  |
| Bickel Franz                     | SM          | Bludenz               | am 28. November 1865 für Josef Neyer angelobt                    |
| Drexel Anton                     | LG          | Bludenz-Montafon      | am 3. Oktober 1863 verstorben                                    |
| Egender Johann Kaspar            | LG          | Bregenz-Bregenzerwald |                                                                  |
| Ender Jakob                      | LG          | Feldkirch-Dornbirn    |                                                                  |
| Fessler Josef                    | Virilstimme | Virilstimme           | am 8. Jänner 1863 für Georg Prünster angelobt, 1865 ausgetreten  |
| Feurstein Josef Anton            | LG          | Bregenz-Bregenzerwald |                                                                  |
| Froschauer Sebastian von         | SM          | Bregenz               |                                                                  |
| Fussenegger David                | SM          | Dornbirn              | 1864 ausgetreten                                                 |
| Ganahl Carl                      | SM          | Feldkirch             |                                                                  |
| Getzner Josef                    | HGK         | Feldkirch             | 1862 ausgetreten                                                 |
| Hirschbühl Stefan                | LG          | Bregenz-Bregenzerwald |                                                                  |
| Jussel Anton                     | LG          | Bludenz-Montafon      | am 21. November 1866 für Alois Riedl angelobt                    |
| Mutter Christian                 | HGK         | Bludenz               | am 9. Jänner 1863 für Josef Getzner angelobt, 1864 ausgetreten   |
| Neyer Josef Sylvester            | SM          | Bludenz               | am 1. März 1865 verstorben                                       |
| Prünster Georg                   | Virilstimme |                       | am 12. November 1861 verstorben                                  |
| Reisch Heinrich                  | LG          | Bludenz-Montafon      | am 16. Juli 1862 verstorben                                      |
| Rhomberg Wilhelm                 | SM          | Dornbirn              | am 2. März 1864 für David Fussenegger angelobt                   |
| Riedl Alois                      | LG          | Bludenz-Montafon      | am 9. Jänner 1863 für Heinrich Reisch angelobt, 1866 ausgetreten |
| Schedler Martin                  | LG          | Bregenz-Bregenzerwald |                                                                  |
| Schneider Ferdinand              | LG          | Feldkirch-Dornbirn    |                                                                  |
| Schwärzler Gebhard               | LG          | Bregenz-Bregenzerwald | am 23. November 1865 für Josef Widmer angelobt                   |
| Seyffertitz Karl Maria Josef von | LG          | Bregenz-Bregenzerwald | am 2. März 1864 für Christian Mutter angelobt                    |
| Spieler Anton                    | HGK         |                       |                                                                  |
| Stemer Franz Josef               | LG          | Bludenz-Montafon      |                                                                  |
| Wachter Johann Baptist           | LG          | Bludenz-Montafon      |                                                                  |
| Widmer Josef                     | LG          | Bregenz-Bregenzerwald | am 4. September 1865 verstorben                                  |
| Wohlwend Fidel                   | LG          | Feldkirch-Dornbirn    |                                                                  |